# Brasseries Star
Les Brasseries Star is een Malagassische brouwerijgroep met hoofdzetel in Antananarivo. Behalve bier, produceren en verdelen ze ook frisdranken en mineraalwater, fruitsap en rum.

## Geschiedenis
In 1953 werd de firma STAR (Société Tananarivienne d’Articles Réfrigérés) opgericht door de société Rochefortaise. Ze verkregen de exclusieve concessie van Coca-Cola in Madagaskar en de eerste fabriek voor de productie van Coca-Cola werd opgericht in Soanierana. In 1958 werd het bier Three Horses Beer (THB) op de markt gebracht. In 1968 werd een nieuwe brouwerij in Diégo (Antsiranana) ingehuldigd. 
In 1980 werd Brasseries STAR Madagascar de nieuwe officiële naam en in 1989 werd de groep overgenomen door de Groupe Fraise nadat de staat aangekondigd had zich uit het bedrijf terug te trekken en werd de firma omgevormd tot een naamloze vennootschap.
Vanaf de onafhankelijkheid van Madagaskar in 1960 tot 2011 was Brasseries Star de enige brouwerij in het land. Three Horses Beer (THB) is de marktleider. 
In augustus 2011 kwam de brouwerij in handen van de Franse Groupe Castel. In mei 2014 werd de Groupe Castel de grootste aandeelhouder van de Nouvelle Brasserie de Madagascar en kreeg daardoor het merk Skol in Madagaskar in handen.
De groep heeft zes productie-eenheden, in Antsiranana, Antananarivo (2), Antsirabe (2) en Ambatolampy

## Producten

### Bieren
- Three Horses Beer
- Queen's
- Gold
- Skol
- Libertalia

### Frisdranken
- Coca-Cola
- Fanta
- Sprite
- Caprice

### Mineraalwater
- Cristalline
- Eau Vive
- Cristal

### Andere producten
- XXL Energy, energiedrank
- Compal, fruitsap
- Judor, fruitsap
- Grantera, witte rum